# Motte féodale de Rivray
La motte féodale de Rivray est un ancien château à motte situé sur le territoire de l'ancienne commune française de Condé-sur-Huisne, dans le département de l'Orne, en région Normandie. L'édifice est inscrit au titre des monuments historiques.

## Localisation
La motte est située à Condé-sur-Huisne au sein de la commune nouvelle de Sablons sur Huisne, dans le département français de l'Orne. Le site était une place importante pour la défense du Perche.

## Historique
La motte est datée des Xe – XIe siècles. Au-dessus de celle-ci se trouvait un ouvrage défensif sans doute en bois, qui contrôlait la voie allant de Chartres au Mans.
Le château est détruit pendant la guerre de Cent Ans vers 1428.
Le site est étudié par l'archéologue et historien Joseph Decaëns au début des années 1990.

## Description
À proximité de la motte se dresse l'ancienne chapelle castrale du Rivray.

## Protection
La motte féodale de Rivray est inscrite au titre des monuments historiques par arrêté du 19 août 1975.